# Chính sách thị thực của Kiribati
Du khách đến Kiribati phải xin thị thực trừ khi họ đến từ một trong 72 quốc gia được miễn thị thực.
Kiribati ký thỏa thuận miễn thị thực song phương với Khối Schengen vào ngày 24 tháng 6 năm 2016.

## Bản đồ chính sách thị thực

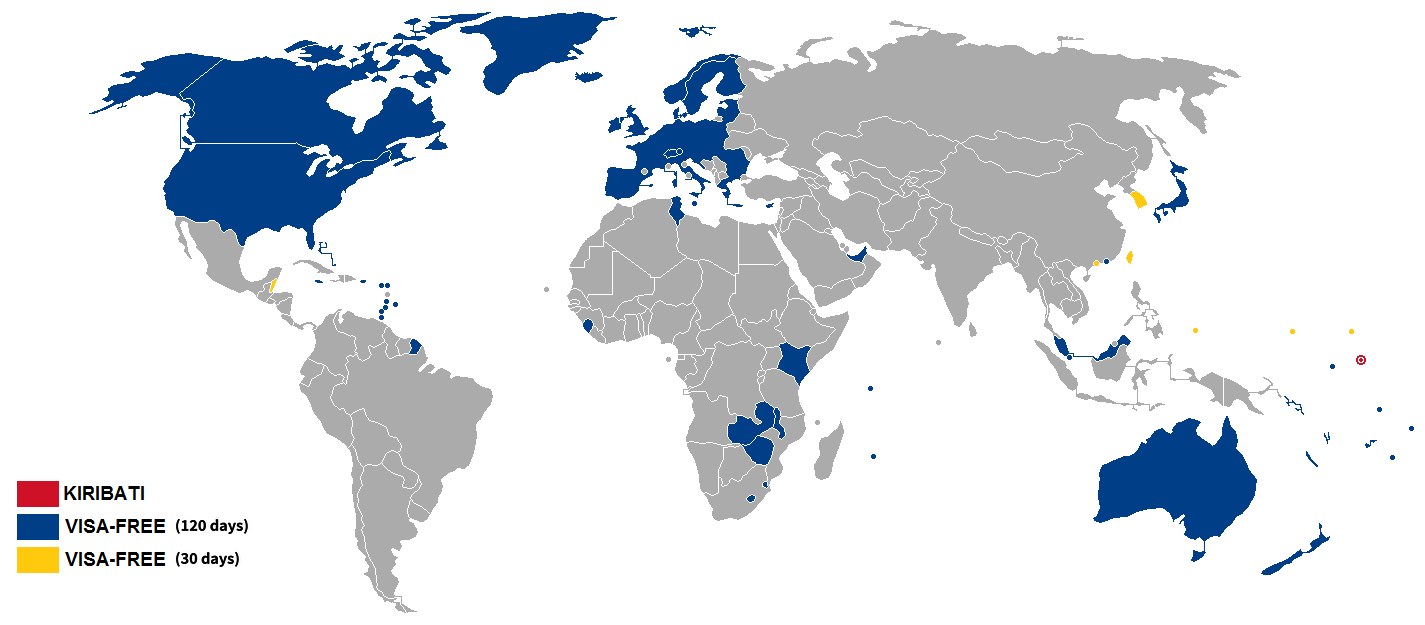
Chính sách thị thực Kiribati
Kiribati
Miễn thị thực 90 ngày
Miễn thị thực 30 ngày

## Chính sách thị thực
CÔng dân của 72 quốc gia và vùng lãnh thổ sau có thể đến Kiribati không cần thị thực lên đến 30 ngày (trừ khi có chú thích). Có thể gia hạn. Tuy nhiên, thời gian ở Kiribati không có thị thực của công dân của một trong những nước này không được vượt quá 4 tháng 1 năm.
| - All Liên minh Châu Âu 1 2 \| - Antigua và Barbuda - Úc - Bahamas - Barbados - Belize - Canada - Fiji - Grenada - Hồng Kông - Iceland - Jamaica - Nhật Bản - Kenya - Lesotho - Liechtenstein \| - Macao - Malawi - Malaysia - Quần đảo Marshall - Mauritius - Micronesia - Nauru - New Zealand - Na Uy - Palau - Saint Kitts và Nevis - Saint Lucia - Saint Vincent và Grenadines - Samoa - Seychelles \| - Sierra Leone - Singapore - Quần đảo Solomon - Hàn Quốc - Thụy Sĩ - Đài Loan - Tonga - Trinidad và Tobago - Tunisia - Tuvalu - Hoa Kỳ - Vanuatu - Zambia - Zimbabwe \| \| | | |  |
| - Antigua và Barbuda - Úc - Bahamas - Barbados - Belize - Canada - Fiji - Grenada - Hồng Kông - Iceland - Jamaica - Nhật Bản - Kenya - Lesotho - Liechtenstein | - Macao - Malawi - Malaysia - Quần đảo Marshall - Mauritius - Micronesia - Nauru - New Zealand - Na Uy - Palau - Saint Kitts và Nevis - Saint Lucia - Saint Vincent và Grenadines - Samoa - Seychelles | - Sierra Leone - Singapore - Quần đảo Solomon - Hàn Quốc - Thụy Sĩ - Đài Loan - Tonga - Trinidad và Tobago - Tunisia - Tuvalu - Hoa Kỳ - Vanuatu - Zambia - Zimbabwe |  |

1 – cho phép ở lại 90 ngày trong mỗi chu kỳ 180 ngày với tất cả công dân EU trừ công dân Ireland và Vương quốc Anh họ có thể ở lại lên đến 30 ngày.

2 – bao gồm hộ chiếu công dân Anh, Công dân anh (hải ngoại) và người ở hữu hộ chiếu Anh cấp cho cư dân của Bermuda, Quần đảo Cayman, Montserrat và Quần đảo Turks và Caicos, endorsed Công dân Lãnh thổ hải ngoại thuộc Anh.